# Richard Fisk
Richard Fisk, è un personaggio dei fumetti creato da Stan Lee (testi) e John Romita Sr. (disegni) nel 1970, pubblicato dalla Marvel Comics. La sua prima apparizione è in Amazing Spider-Man (prima serie) n. 83 (aprile 1970).

## Biografia del personaggio
Figlio di Wilson Fisk (Kingpin), venne mandato a studiare all'estero per stare lontano dalle attività criminali del padre.

### Schemer
Quando a New York fece la propria comparsa una nuova banda criminale, venne fuori la misteriosa figura di Schemer, nuovo boss mafioso ed osteggiatore del padre di Richard, Wilson Fisk. A differenza di altre gang di New York, l'organizzazione criminale di Schemer sembrava unicamente orientata verso lo smantellamento dell'impero di Kingpin. Dopo una serie di scontri, Kingpin e Schemer finalmente si incontrarono faccia a faccia. Fu allora che Schemer rivelò il suo vero volto, ossia quello di Richard Fisk. Richard spiegò al padre di aver finto la sua morte in un incidente sulle Alpi e che l'unico scopo della propria esistenza fosse la totale distruzione del proprio genitore. Kingpin, scioccato dalla rivelazione, crollò in uno stato catatonico.
In seguito Richard cercò di guarire il padre dalla propria condizione ed entrò nel gruppo terroristico internazionale HYDRA, diventandone il leader con il titolo di Supremo Hydra. Ora, con le risorse mediche dell'HYDRA a sua disposizione, Richard fu in grado di far tornare Kingpin in piena salute, riconciliandosi con il padre.
Durante una battaglia tra il supercriminale nazista Teschio Rosso, Capitan America e Falcon, Richard venne gravemente ferito. Kingpin lo pose quindi in animazione sospesa, guarendolo successivamente, grazie al furto di energia vitale da Spider-Man.

### La Rosa
Successivamente, nei panni della Rosa, cercò di spodestare nuovamente l'odiato padre, in una guerra di bande che coinvolse Hobgoblin, Testa di Martello, Jack Lanterna e Kingpin. Questo nuovo attacco al potere del padre venne, ancora una volta, fermato da Spider-Man. Anni dopo Richard assunse la nuova identità di Blood Rose (Rosa Rossa), un vigilante in stile Punitore.
Venne infine assassinato dalla madre Vanessa, moglie di Wilson Fisk, alias Kingpin.

## Altri media

### Televisione
Richard Fisk è apparso nella serie animata Spider-Man - L'Uomo Ragno.

### Cinema
Un giovane Richard Fisk è apparso nel film d'animazione Spider-Man - Un nuovo universo (2018). In questa versione è cresciuta senza conoscere le attività criminali di suo padre finché lui e Vanessa Fisk non lo hanno visto combattere contro il supereroe Spider-Man in un duro e violento scontro. Durante la fuga, furono uccisi in un incidente d'auto, il che portò Wilson a creare un Super-Collider per trovare versioni alternative della sua famiglia in tutto il multiverso.